# Pædagogisk antropologi
Pædagogisk antropologi beskæftiger sig med spørgsmål vedrørende kulturelle dynamikker og medieringsformer, i reale såvel som virtuelle sociale sammenhænge.
Den pædagogiske antropologi er det område af antropologien, der beskæftiger sig med at undersøge kulturprocesser i pædagogik og uddannelsessystemer.

## Anvendelsesområder
Den pædagogiske antropolog løser opgaver med undersøgelser af kulturelle og sociale processer inden for uddannelse og pædagogik samt HR og integration.

## Beslægtede områder
Den pædagogiske antropologi er beslægtet med uddannelsesvidenskab, pædagogisk psykologi, pædagogisk sociologi og pædagogisk filosofi, der alle er forsknings- og undervisningsområder ved Danmarks Institut for Pædagogik og Uddannelse.

## Pædagogisk antropologi i Danmark
I Danmark kan man læse pædagogisk antropologi på DPU (Danmarks Institut for Pædagogik og Uddannelse) på Aarhus Universitet enten i Aarhus eller i Emdrup. Pædagogisk antropologi er en kandidatuddannelse, som er normeret til 2 år. Forudsætningen for optagelse på kandidatstudiet er, at man har en relevant bacheloruddannelse eller en professionsbacheloruddannelse som lærer eller pædagog eller i afspændingspædagogik og psykomotorik. En afsluttet kandidatuddannelse i pædagogiske antropologi giver titlen Cand.pæd. i pædagogisk antropologi og efterfølgende er der mulighed for at tage en Ph.d. (forskeruddannelse).
John Krejsler er en vigtig repræsentant for den pædagogiske antropologi i Danmark. Han står blandt andet bag bogen Pædagogisk antropologi. Han er professor MSO ved Danmarks Institut for Pædagogik og Uddannelse og er medredaktør af bogen Performative approaches to Education reforms.
Eva Gulløv er professor i pædagogisk antropologi ved DPU og har blandt andet skrevet bogen Opvækst i provinsen. Hun har også redigeret antologien Pædagogisk antropologi.

## Store pædagogiske antropologer
- Margaret Mead
- George Spindler[5]
- Jean Lave[6]
- Solon Kimball
- Dell Hymes[7]